# Siekierzyszki
Siekierzyszki – istniejąca w przeszłości wieś na Białorusi w rejonie wołożyńskim obwodu mińskiego. W dwudziestoleciu międzywojennym w granicach II Rzeczypospolitej, w powiecie wołożyńskim.
Wcześniej okolica szlachecka w powiecie oszmiańskim. Gniazdo rodowe rodu Siekierzów herbu Siekierz. Obecnie miejsce po wiosce porasta las.